# Фруг Семен Григорович
Семен Григорович Фруг (їд. שמעון פֿרוג — Шимен Фруг), 15 листопада 1860, колонія Бобровий Кут, Херсонська губернія, Російська імперія — 22 вересня  1916, Одеса, Російська імперія) — єврейський поет, який писав російською мовою, їдишем та івритом.

## Біографія
Семен Фруг народився 1860 року в єврейській землеробській колонії Бобровий Кут Херсонської губернії.
Перший вірш написав 1879 року, його було надруковано журналом «Рассвет». Після переїзду до Петрограду на початку 1880-х друкувався в багатьох виданнях, пісні молодого поета отримали схвальні відгуки.
Теми свої брав з Біблії, з проповідей пророків, переробляючи та перевтілюючи старовинні образи та легенди; ними просякнуто більшість з його поезій.
Семен Григорович Фруг помер 7 вересня 1916 року в Одесі.

## Творчість
Російськомовна частина його творчості була доволі популярною в 1880-1890-ті роки: поєднуючи романтичні мотиви з громадянськими, Фруг виступав продовжувачем Олексія Апухтіна та Семена Надсона.
1910 року переклав вибрані притчі з Талмуду, зібрані Хаїмом Бяликом.

## Пам'ять
Похований на Другому єврейському цвинтарі. Після знесення цвинтаря тіло було перенесено на центральну алею Другого християнського цвинтаря м. Одеси. Під час Другої світової війни надгробок було вивезено до Румунії. В даний час він перебуває на цвинтарі Трумпельдор в Тель-Авіві, а на могилу Фруга в Одесі встановлено інший.